# Kesten
Kesten là một đô thị ở huyện Bernkastel-Wittlich, trong bang Rheinland-Pfalz, Đô thị Kesten có diện tích 3,8 km², dân số thời điểm ngày 31 tháng 12 năm 2006 là 347 người.